# Columbo: Mord in der Botschaft
Mord in der Botschaft (Originaltitel: A Case of Immunity) ist eine erstmals im Rahmen der NBC-Sunday-Mystery-Movie-Serie gesendete Episode der Kriminalfilm-Reihe Columbo aus dem Jahr 1975. Die deutschsprachige Erstausstrahlung der zweiten Folge der fünften Staffel folgte erst 1992 auf RTL plus. Der US-amerikanische Schauspieler Hector Elizondo verkörpert als Hassan Salah, Botschaftssekretär eines fiktiven arabischen Königreiches, den Gegenspieler von Inspektor Columbo, dargestellt von Peter Falk.

## Handlung
Hassan Salah ist erster Sekretär der Botschaft des arabischen Königreiches Suari. Als Traditionalist initiiert er eine Verschwörung, um die weltoffene Haltung des jungen Königs zu diskreditieren und den eingeleiteten Prozess der Demokratisierung seines Landes zu untergraben. Zu diesem Zweck verwüstet er zusammen mit seinem Angestellten und idealistischen Komplizen Rahmin Habib sein Büro, verbrennt wichtige Dokumente aus dem zuvor geöffneten Safe und sprüht politische Parolen an die Wand. Für die Tat sollen Studenten verantwortlich gemacht werden, die beharrlich vor der Botschaft für Reformen im Land demonstrieren. Darüber hinaus ruft Salah seinen Sicherheitschef und Widersacher Youseff Alafa herbei und erschlägt ihn. Anschließend entwendet er 600.000 US-Dollar aus dem Tresor und fährt in das Polizeipräsidium, wo die Sicherheitsvorkehrungen für den bevorstehenden Besuch des Königs mit den Verantwortlichen erörtert werden. Während der Besprechung erhält Salah wie verabredet einen Anruf von Habib. Indem dieser sich als Alafa ausgibt, verschafft er seinem Vorgesetzten vor Zeugen ein Alibi. Nach dem Telefonat sprengt Habib den Safe und bricht in passender Kleidung mit dem Wagen durch das geschlossene Tor der Botschaft.
Für die Polizei hat es den Anschein, als seien revolutionäre Fanatiker in die Botschaft eingedrungen. Columbo stellt jedoch anhand von Mörtelstaub auf der Leiche und den verbrannten Dokumenten fest, dass die Sprengung des Tresors erst nachträglich ausgelöst wurde. Weitere Ungereimtheiten erwecken seine Aufmerksamkeit: Alafas Waffe befindet sich noch im Holster, obwohl augenscheinlich Gefahr drohte. Zudem hatte das Gewehr der Wache am Tor ungewöhnliche Ladehemmungen. In Anwesenheit von Salah bekräftigt der Inspektor, der Mörder müsse ein Insider sein und die Zahlenkombination des Safes gekannt haben. Die Sichtung der Akten des Botschaftspersonals lässt Habib als Hauptverdächtigen erscheinen, zumal einige Demonstranten ihn bei der Flucht ebenfalls erkannt haben wollen. Aufgrund einer von Salah zum Schein getätigten Hotelbuchung führt Habibs Spur nach New York City. Gemäß polizeilichen Nachforschungen ist er dort aber nicht angekommen. Später verabredet sich Salah mit Habib außerhalb der Stadt und händigt ihm einen falschen Pass, ein Flugticket nach Europa sowie 10.000 US-Dollar als Belohnung für seine heldenhaften Dienste aus. Danach schlägt er ihn bewusstlos, setzt ihn in seinen Wagen und stürzt diesen den Abhang hinunter. Nach dem Fund des Toten entdeckt Columbo im Leichenschauhaus unter Habibs persönlichen Gegenständen auch seine Kontaktlinsen. Da er sie erst seit Kurzem benutzte und gleichzeitig am Steuer eine Brille trug, die Salah ihm im Wissen um seine Sehschwäche aufgesetzt hatte, geht der Inspektor von einer weiteren Fremdeinwirkung aus. Salah bekräftigt die Theorie, Habib könnte von Dritten mit dem Raub beauftragt und hinterher zum Schweigen gebracht worden sein.
Bald darauf trifft König Hamid Kamal von Suari zu Besuch in den Vereinigten Staaten ein. Zu Salahs Unmut bietet er Columbo anlässlich eines Empfanges spontan seine Hilfe an. Der Verdacht gegen Salah erhärtet sich, weil dieser neben Alafa als Einziger Zugang zum Waffenlager hat. Der Inspektor berichtet ferner, dass das bei Habib gefundene Geld nicht aus dem Tresor stammen könne, sondern erst einen Tag später bei der Bank abgehoben wurde. Außerdem hielt sich Habib zum Zeitpunkt der angeblichen Hotelbuchung im abgeschirmten Chiffrierraum der Botschaft auf. Salah weist die Unterstellungen zurück und beschwert sich beim US-amerikanischen Außenministerium. Um die guten diplomatischen Beziehungen nicht zu gefährden, fordert ein Vertreter der Behörde die Einstellung der Ermittlungen, selbst wenn sich die Anschuldigungen bewahrheiten sollten. Das fällige Entschuldigungsschreiben bringt Columbo persönlich vorbei. Bei einem feierlichen Bankett in der Botschaft konfrontiert der Inspektor den verärgerten Sekretär erneut mit seinen Schlussfolgerungen. Er rekonstruiert den Ablauf beider Morde und wird daraufhin als unerwünschte Person vom Botschaftsgelände gebracht. Nachdem der König am nächsten Morgen vermeintlich die Rückreise angetreten hat, gratuliert Columbo Salah zu seinem Triumph. Mit dem sicheren Gefühl, aufgrund seiner diplomatischen Immunität vor Verhaftung geschützt zu sein, ergänzt Salah selbstgefällig die Beweisführung um die fehlenden Details. Unvermittelt tritt der vom Inspektor eingeweihte König aus dem Nebenzimmer. Er hat das Geständnis mit angehört und droht Salah an, ihn vor ein suarisches Gericht zu bringen. Aus Angst vor einer drastischen Strafe verzichtet Salah auf seinen Schutzstatus und erklärt sich bereit, ein Geständnis zu unterschreiben, das Columbo bereits vorbereitet hat.

## Besetzung und Synchronisation
Die deutschsprachige Synchronfassung entstand im Jahr 1992 bei der Alster Studios Synchron.
| Figur                       | Darsteller      | Deutscher Sprecher |
| --------------------------- | --------------- | ------------------ |
| Lieutenant Columbo          | Peter Falk      | Claus Biederstaedt |
| Gaststars                   |                 |                    |
| Hassan Salah                | Hector Elizondo | Lutz Mackensy      |
| Rahmin Habib                | Sal Mineo       | Nicolas König      |
| Weitere Darsteller          |                 |                    |
| Commissioner                | Kenneth Tobey   | Harald Halgardt    |
| Zena                        | Xenia Gratsos   | Monika Barth       |
| König Hamid Kamal von Suari | Barry Robins    | Stefan Brönneke    |
| Kermit Morgan               | Dick Dinman     | Wolfgang Jürgen    |
| Kura                        | George Skaff    |                    |
| Hakim                       | Nate Esformes   |                    |
| Youseff Alafa               | André Lawrence  | Herbert Tennigkeit |
| Gerichtsmediziner           | Harvey Gold     | Joachim Richert    |
| Captain Ortega              | Jay Varela      | Michael Weckler    |

## Rezeption
Die Fernsehzeitschrift TV Spielfilm vergab eine positive Wertung (Daumen hoch): „Cool und gewitzt wie gewohnt.“
Der Autor Michael Striss wertete mit drei von vier Sternen (sehr empfehlenswert). Er stellte den unterhaltsamen Kontrast zwischen den beiden Hauptakteuren heraus und würdigte auch Sal Mineo, der wenige Monate nach der Veröffentlichung der Episode im Alter von 37 Jahren Opfer eines Verbrechens wurde: „Eine amüsante Episode mit einem undiplomatischen Inspektor auf diplomatischem Parkett. Hector Elizondo, ein Star nicht erst seit »Chicago Hope«, sondern schon seit vielen Jahren Allround-Darsteller und Spezialist für fremdrassige Gestalten aller Art, ist hier in seinem Element. Erwähnenswert ist ferner Sal Mineo, der den Komplizen Habib darstellt. […] Leider wurde sein Schicksal in »Mord in der Botschaft« ein Jahr darauf für ihn bittere Realität: Er wurde ermordet. Die Umstände dieses Falles jedoch blieben bis heute ungeklärt.“
Der Autor Mark Dawidziak kritisierte die Folge wegen vereinfachter und einseitiger Darstellungen des zugrundeliegenden kulturellen Konfliktes: „Was Mord in der Botschaft schadet, ist bedauerlicherweise die vereinfachte Behandlung komplexer und sensibler Themen in arabischen Ländern. Die Episode wurde vom amerikanisch-arabischen Antidiskriminierungskomitee ausgesondert, und man kann verstehen, warum. Hassan wird zum naheliegenden Bösewicht, weil er traditionelle arabische Bräuche schätzt. Der junge König ist wunderbar, weil er westliche Ideen und Ideale vertritt. Hassan kleidet sich in traditioneller Kluft. Der König trägt eine Uniform. Aus diesem Kontrast stereotyper Charaktere geht eine schrecklich beleidigende Botschaft hervor: Araber sind keine so bösen Jungs, solange sie bereit sind, sich wie Amerikaner zu verhalten. Suari (ein fiktives Land) wird es gut ergehen, wenn es lediglich „zivilisierte“ westliche Standards akzeptiert.“